# York-Sud—Weston (circonscription provinciale)
Circonscription électorale provinciale du Canada
York-Sud—Weston ((en) York South—Weston) est une circonscription provinciale de l'Ontario représentée à l'Assemblée législative de l'Ontario depuis 1999.

## Géographie
La circonscription est située dans le sud de l'Ontario, plus précisément dans la partie nord de l'ancienne ville de North York, dans la grande région de Toronto.  
Les circonscriptions limitrophes sont Davenport, Eglinton—Lawrence, Etobicoke-Centre, Etobicoke-Nord, Parkdale—High Park, York-Centre et Humber River—Black Creek. 

## Historique
| Législature                                                                                           | Années       | Député | Député         | Parti                     |
| --- | ------------ | ------ | -------------- | ------------------------- |
| York-Sud—Weston Circonscription issue de York-Sud, Parkdale—High Park, Davenport et Eglinton—Lawrence |              |        |                |                           |
| 37e                                                                                                   | 1999-2003    |        | Joe Cordiano   | Libéral                   |
| 38e                                                                                                   | 2003-2007    |        | Joe Cordiano   | Libéral                   |
| 38e                                                                                                   | 2007-2007    |        | Paul Ferreira  | Néo-démocrate             |
| 39e                                                                                                   | 2007-2011    |        | Laura Albanese | Libéral                   |
| 40e                                                                                                   | 2011-2014    |        | Laura Albanese | Libéral                   |
| 41e                                                                                                   | 2014-2018    |        | Laura Albanese | Libéral                   |
| 42e                                                                                                   | 2018-2022    |        | Faisal Hassan  | Néo-démocrate             |
| 43e                                                                                                   | 2022–Présent |        | Michael Ford   | Progressiste-conservateur |

## Circonscription fédérale
Depuis les élections provinciales ontariennes du 4 octobre 2007, l'ensemble des circonscriptions provinciales et des circonscriptions fédérales sont identiques.